# سيمسيم
سيمسيم (بالفارسية: سيمسیم) كانت إما منطقة تاريخية أو مملكة في شمال القوقاز خلال العصور الوسطى والتي كانت موجودة في القرن الرابع عشر.تقع بشكل رئيسي في شرق الشيشان (إشكيريا) تقريبًا، مع بعضها أيضًا يربط جزءًا من سهل كوميك. كما تتمركز أيضًا في كل من الشيشان وإنغوشيا. قد يكون اسمها مشتق من قرية سيمسير الشيشانية. ومع ذلك، وفقاً للقصة الشعبية، تم اختيار الملك غايور خان كزعيم لجميع الشيشان من قبل المجلس الوطني. في سنواتها الأخيرة تحالفت مع القبيلة الذهبية قبل أن يتم تدميرها في عام 1395 من قبل تيمورلنك، والتي تم تسجيلها في ظفرنامة من قبل نظام الدين شامي وظفرنامة من قبل شرف الدين علي يزدي.